# Клан Макларен
Макларен (англ. MacLaren, гэльск. MacLabhruinn) — один из кланов горной части Шотландии. На гэльском известен также как «Clann mhic Labhrainn». Помимо транскрипции MacLaren, известны варианты McLaren, MacLaurin, McLaurin.

## История

### Происхождение
Происхождение клана является неопределенным. По одной из легенд клан был основан Лоарном (Лорном), сыном Эрка, правившим в Аргайле в 503 году нашей эры. Однако доказательств тому, что именно Лорн является прародителем клана, нет.
По другой версии, основатели клана были одним из кельтских родов и получили своё название в XIII веке от одного из аббатов, которого звали Лоуренс из Эчтоу (англ. Laurence, Abbot of Achtow). В подтверждение этого приводят девиз клана Макларен и утёс, о котором якобы идет речь, находящийся как раз в районе Эчтоу, возле деревни Балкигиддер (англ. Balquhidder).
Также есть легенда, по которой Макларены были воинами под командованием графа Стратерна, сражавшимися в 1138 году в битве при Норталлертоне на стороне Давида I.

### Войны за независимость
Во время войн за независимость Шотландии клан МакЛарен выступал на стороне Роберта Брюса в битве при Бэннокберне в 1314 году.

### XV век
Клан Макларен был очень воинственным и постоянно враждовал с соседними кланами. В XV веке Макларены составили мощный альянс с кланом Стюартов. Представительница клана Макларенов вышла замуж за Стюарта из Лорна. Старший сын от этого брака, Дугалл (англ. Dougall), стал основателем клана Стюартов из Аппин.
В 1463 году, Джон Стюарт, отец Дугалла, был убит одним из членов клана Макдугалл. Но уже в 1468 кланы Макларен и Стюарт вместе нанесли сокрушительное поражение Макдугаллам в битве под Сталком (недалеко от замка Сталкер). В 1469 году Макларены помогали Дугаллу, который пытался силой вернуть земли отца. Тогда более 130 воинов клана пали в битве у подножия горы Бендоран.
В 1488 году Макларены сражались по командованием Якова III в битве при Сочиберне.
Периодически Макларены участвовали в столкновениях с соседями (кланы Макдональд и Бьюкенен) по поводу (угон скота) или без оного. К концу XV века многие воины клана эмигрировали на континент для службы в армиях Франции, Италии.

### XVI век
Во время англо-шотландских войн (войны Камбрейской лиги в период Итальянских войн) МакЛарены вместе с Яковом IV сражались с англичанами в битве при Флоддене в 1513 году. В 1547 поддерживали Марию, королеву Шотландии, в битве при Пинки.
В 1558 году между МакЛаренами и кланом МакГрегор разгорелась вражда, когда МакГрегоры совершили разбойное нападение на земли МакЛаренов, убив владельцев и захватив земли 18 семей МакЛарен. Этот инцидент не расследовался вплоть до 1604 года, когда МакГрегоры снова были замечены в разбойных действиях, правда уже по отношению к клану Колкахун.

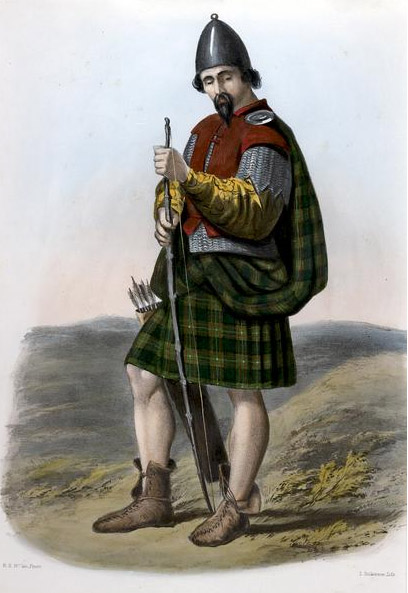
Представитель клана Макларен, работа Роберта Рональда Маклана, из «Горные кланы Шотландии», 1845 год.

### XVII век
В XVII веке представители МакЛаренов участвовали в Тридцатилетней войне против габсбургской коалиции.

### XVIII век
В XVIII веке МакЛарены активно поддерживали якобитов клана Стюартов. Участвовали в битвах при Шерифмюре (Battle of Sheriffmuir) в 1715 году, при Престоне (Battle of Prestonpans) в 1745 и при Фалкирке (Battle of Falkirk) в 1746 году. После поражения при Каллодене глава клана Дональд МакЛарен был вынужден скрываться до амнистии 1757 года.

## Вождь
Нынешним главой клана является Дональд Макларен из Макларенов.

## Представители
К известным представителям клана Макларенов можно отнести следующие персоналии:
- Брюс Лесли МакЛарен — новозеландский автогонщик, пилот Формулы-1, основатель автогоночной команды Макларен, ставшей легендарной в Формуле-1.
- Колин МакЛорин — выдающийся английский математик.
- Норман Макларен — канадский кинорежиссер-аниматор, один из крупнейших новаторов языка киноанимации.